# نودژ
نودژ، شهری در بخش آسمینون شهرستان منوجان در استان کرمان ایران است. این شهر، مرکز بخش آسمینون است.
این شهر پس از تجمیع روستای شهرک شهید بهشتی با روستاهای گداری نودژ, یوسف‌آباد نودژ و حسین‌آباد نودژ به عنوان شهر نودژ شناخته شد.

## مسافت
فاصله شهر نودژ با برخی شهرها به شرح زیر است:
| نام شهر  | استان   | فاصله (کیلومتر) |
| -------- | ------- | --------------- |
| منوجان   | کرمان   | ۱۲              |
| رودان    | هرمزگان | ۳۰              |
| کهنوج    | کرمان   | ۶۵              |
| بندرعباس | هرمزگان | ۱۱۰             |
| کرمان    | کرمان   | ۳۹۰             |

## مردم‌شناسی
مردم شهر نودژ پیرو دین اسلام و مذهب شیعه دوازده امامی هستند؛ همچنین زبان مردم این شهر فارسی و ترکیبی از گویش‌های بندری و رودباری است.
از بیشترین طوایف ساکن در این شهر می‌توان به صالحی، خودستان، محمودی، محبی، مرشدی و سراجی اشاره‌کرد.

## جمعیت
بر پایه سرشماری عمومی نفوس و مسکن در سال ۱۳۹۵، جمعیت شهر نودژ برابر با ۵٬۵۶۲ نفر (۱٬۶۳۲ خانوار) بوده است.